# مشتاق دیدار
مشتاق دیدار (انگلیسی: Longing for You; کره‌ای: 오랫동안 당신을 기다렸습니다) یک مجموعه تلویزیونی محصول کره جنوبی سال ۲۰۲۳ با بازی نا این وو، کیم جی اون، کوان یول، به جونگ اوک، لی کیو هان و جونگ سانگ هون است. این مجموعه از ۲۶ ژوئیه تا ۷ سپتامبر ۲۰۲۳، روزهای چهارشنبه و پنجشنبه ساعت ۲۱:۰۰ (کی‌اس‌تی) از ئی‌ان‌ای برای ۱۴ قسمت پخش شد. این مجموعه همچنین برای استریم در ویکی در مناطق منتخب قابل دسترسی است.